# AEC Reliance
L'AEC Reliance est un châssis d'autobus traditionnel à un étage, fabriqué par le constructeur britannique AEC, qui a été utilisé par un très grand nombre de carrossiers pour équiper des modèles d'autobus et d'autocars entre 1954 et 1979. AEC s'est par ailleurs servi de son châssis pour fabriquer un autobus complet portant ce nom avec un moteur AEC placé sous le plancher.

## Histoire
Deux prototypes ont été réalisés en 1953, l'un avec une carrosserie d'autocar Duple, l'autre avec une carrosserie d'autobus Park Royal. Les véhicules de série ont été mis en service à partir de 1954. Le dernier AEC Reliance est entré en service en 1981.
À la suite des nombreuses modifications de la réglementation britannique relative à la construction et l'utilisation des véhicules routiers de transports en commun, la longueur maximale du Reliance a été augmentée deux fois par rapport aux 9,144 mètres d'origine : d'abord pour autoriser une longueur totale de 11 mètres à partir de 1962 ensuite, pour permettre une longueur de 11,89 mètres.
Plusieurs moteurs AEC ont été installés au cours des années de production du châssis, comme l'AH4170 de 7,7 litres, l'AH505 de 8,1 litres, l'AH590 de 9,6 litres, l'AH691 de 11,3 litres et enfin l'AH760 de 12,4 litres. Les transmissions équipant le Reliance étaient, au choix, une boîte de vitesses synchronisée AEC, transmission épicycloïdale semi-automatique AEC Monocontrol ou une boîte de vitesses ZF à 6 vitesses.
Le Reliance avait, comme principaux concurrents le Leyland Tiger Cub et, à partir de 1959, le Leyland Leopard, même si les deux constructeurs dépendaient de la même maison mère à partir de 1962. Après la fin de production de la Reliance, Leyland a monté en option, la boîte de vitesses ZF sur le Léopard. Le Leyland Leopard a, quant à lui, dû affronter la concurrence du Volvo B58 et de plusieurs autobus étrangers très prisés.

## Exportations
L'Australie a toujours été une terre d'exportation pour les constructeurs britanniques. "Canberra Bus Service" a acheté 92 exemplaires du 470 et 28 exemplaires du 505,. La municipalité de Brisbane a acheté 3 unités du  470 et 40 unités du 590. McVicar's Bus Service de Sydney en a compté 44 dans sa flotte. AEC a également exporté en Australie de nombreux modèles Regal VI.